# فینوآلا شری
فینوآلا شری (ایرلندی: Fionnuala Sherry؛ زادهٔ ۲۰ سپتامبر ۱۹۶۲) خواننده و نوازنده ویولن اهل ایرلند است.
او عضو گروه سکرت گاردن است.
او به عنوان عضو گروه سکرت گاردن نماینده ایرلند در مسابقه آواز یوروویژن ۱۹۹۵ بود.